# Fürchten und Lieben
Fürchten und Lieben ist ein französisch-italienisch-deutsches Filmdrama von Margarethe von Trotta aus dem Jahr 1988. Als literarische Vorlage diente das Theaterstück Drei Schwestern (1901) von Anton P. Tschechow, wobei die Handlung vom Russland der Jahrhundertwende ins Italien der 1980er Jahre verlegt wurde.

## Handlung
In der kleinen italienischen Universitätsstadt Pavia leben die drei Schwestern Velia, Maria und Sandra Parini. Velia ist die älteste und für die beiden anderen Leitbild und Mutterfigur zugleich, während Maria unglücklich mit einem Fernsehkomiker verheiratet ist und unter Depressionen leidet. Sandra, das Nesthäkchen, ist eine idealistische Medizinstudentin, die gerade ihren 18. Geburtstag feiert. 
Die Schwestern leiden, jede auf ihre Weise, darunter, nicht zu wissen, welcher Weg des Lebens, beruflich wie privat, der richtige für sie ist. Velia, die sich schon fast mit dem Alleinsein abgefunden hat, verliebt sich in den verheirateten Universitätsprofessor Massimo. Doch zu ihrem Unmut erwächst ihr ihre Schwester Maria zur Konkurrentin im Kampf um Massimos Gunst. Als Sandra sich in einen Arzt verliebt, vernachlässigt sie zunehmend ihr Studium. Bei einem Autounfall kommt dieser ums Leben, während Sandra unverletzt bleibt. Nachdem Massimo reumütig zu seiner Ehefrau zurückgekehrt ist, wandelt sich die Rivalität zwischen Velia und Maria in Solidarität, und gemeinsam trösten sie Sandra.

## Hintergrund
Nach Erfolgen mit deutschen Filmen wie Die bleierne Zeit (1981) und Rosa Luxemburg (1986) verlegte die Regisseurin Margarethe von Trotta ihren Lebensmittelpunkt nach Italien. Fürchten und Lieben war ihr erster italienischer Film, der jedoch nicht an die Erfolge ihrer politischen Filme anknüpfen konnte. Gedreht wurde an Originalschauplätzen in Pavia. 
Fürchten und Lieben wurde am 19. April 1988 in Italien uraufgeführt und am 7. Mai 1988 auch bei den 41. Internationalen Filmfestspielen von Cannes vorgestellt. In Deutschland wurde das Filmdrama erstmals am 29. September 1988 in den Kinos gezeigt. Am 8. Juni 1990 lief der Film auch in den Kinos der noch bestehenden DDR an.

## Kritiken
„Ironisch-pathetischer, auch sinnbildlich wenig geglückter Versuch, eine ‚postfeministische‘ Situation am Beispiel einer versagenden Kleinstadtgruppe anschaulich zu machen“, urteilte das Lexikon des internationalen Films. „Die Kummergeschichten vereinen sich in spröder Melancholie zum schweren Gefühlsreigen“, befand auch Cinema kritisch. Das Fazit lautete: „Dröges Gefühlsbad mit guter Besetzung.“
Dem italienischen Corriere della Sera zufolge biete Fürchten und Lieben „weder große Momente noch dramatische Ereignisse“. Der nur flüchtig von Tschechow inspirierte Film sei „solide, jedoch eher missglückt“. Er komme „trotz der Zutaten“ nie in Fahrt.

## Auszeichnungen
Fürchten und Lieben nahm bei den 41. Internationalen Filmfestspielen von Cannes im Jahr 1988 am Wettbewerb um die Goldene Palme teil, die letztlich an Bille Augusts Pelle, der Eroberer vergeben wurde. Des Weiteren erhielt der Film 1989 eine Nominierung für den Deutschen Filmpreis in der Kategorie Bester Spielfilm, unterlag jedoch erneut der Konkurrenz.

## Deutsche Fassung
Eine deutsche Synchronfassung entstand unter der Dialogregie von Florian Hopf.
| Rolle         | Darsteller         | Synchronsprecher   |
| ------------- | ------------------ | ------------------ |
| Velia Parini  | Fanny Ardant       | Viktoria Brams     |
| Maria Parini  | Greta Scacchi      | Monica Bielenstein |
| Sandra Parini | Valeria Golino     | Irina Wanka        |
| Roberto       | Sergio Castellitto | Martin Umbach      |
| Sabrina       | Agnès Soral        | Sabina Trooger     |
| Savagnoni     | Beniamino Placido  | Bruno W. Pantel    |